# Zweimal Leben
Zweimal Leben ist ein Dokumentarfilm von Martina Liebnitz für die Staatliche Filmdokumentation der DDR von 1984.

## Inhalt
Zwei über siebzigjährige Frauen aus Berlin erzählen von ihrem Leben. Sie gehören zur gleichen Generation und wuchsen in der gleichen Straße auf. Sie erlebten auch die Kriegs- und Nachkriegszeit in der Stadt.
Ihre Aussagen zu den einzelnen Zeitabschnitten werden parallel montiert und damit vergleichbar gemacht.

## Hintergründe
Dieser Film wurde für die Staatliche Filmdokumentation am Filmarchiv der DDR gedreht. Er  sollte im Rahmen der Darstellung verschiedener Bevölkerungsgruppen  typische Schicksale von Frauen einer bestimmten Altersgruppe beschreiben, die so oder ähnlich auch von vielen anderen erlebt wurden.
Der Film  Zweimal Leben war zur Entstehungszeit nicht für öffentliche Vorführungen gedacht. Er wurde am 9. April 2017 beim Internationalen Frauenfilmfestival Dortmund/Köln in der Schauburg gezeigt, als  einziger bekannter Film aus diesem Archivbestand, der nach dessen Wiederentdeckung  2012 im Gebiet außerhalb der ehemaligen DDR und Berlins aufgeführt wurde. 
Er ist mit 68 Minuten auch länger als die meisten anderen Dokumentationen dieses Bestandes.